# Algora (Guadalajara)
Algora ist ein Ort und eine Gemeinde (municipio) mit 96 Einwohnern (Stand: 2024) im Südwesten der Provinz Guadalajara in der Autonomen Gemeinschaft Kastilien-La Mancha. 

## Lage und Klima
Algora liegt in einer Höhe von ca. 1115 m in der Kulturlandschaft der Serranía. Die Entfernung zur südlich gelegenen Provinzhauptstadt Guadalajara beträgt ca. 58 Kilometer (Fahrtstrecke). Durch die Gemeinde führt die Autovía A-2 von Guadalajara nach Saragossa. Das Klima ist gemäßigt bis warm; Regen (523 mm/Jahr) fällt übers Jahr verteilt.

## Bevölkerungsentwicklung
| Jahr      | 1970 | 1981 | 1991 | 2001 | 2011 | 2021 |
| Einwohner | 260  | 132  | 115  | 114  | 100  | 83   |

## Sehenswürdigkeiten

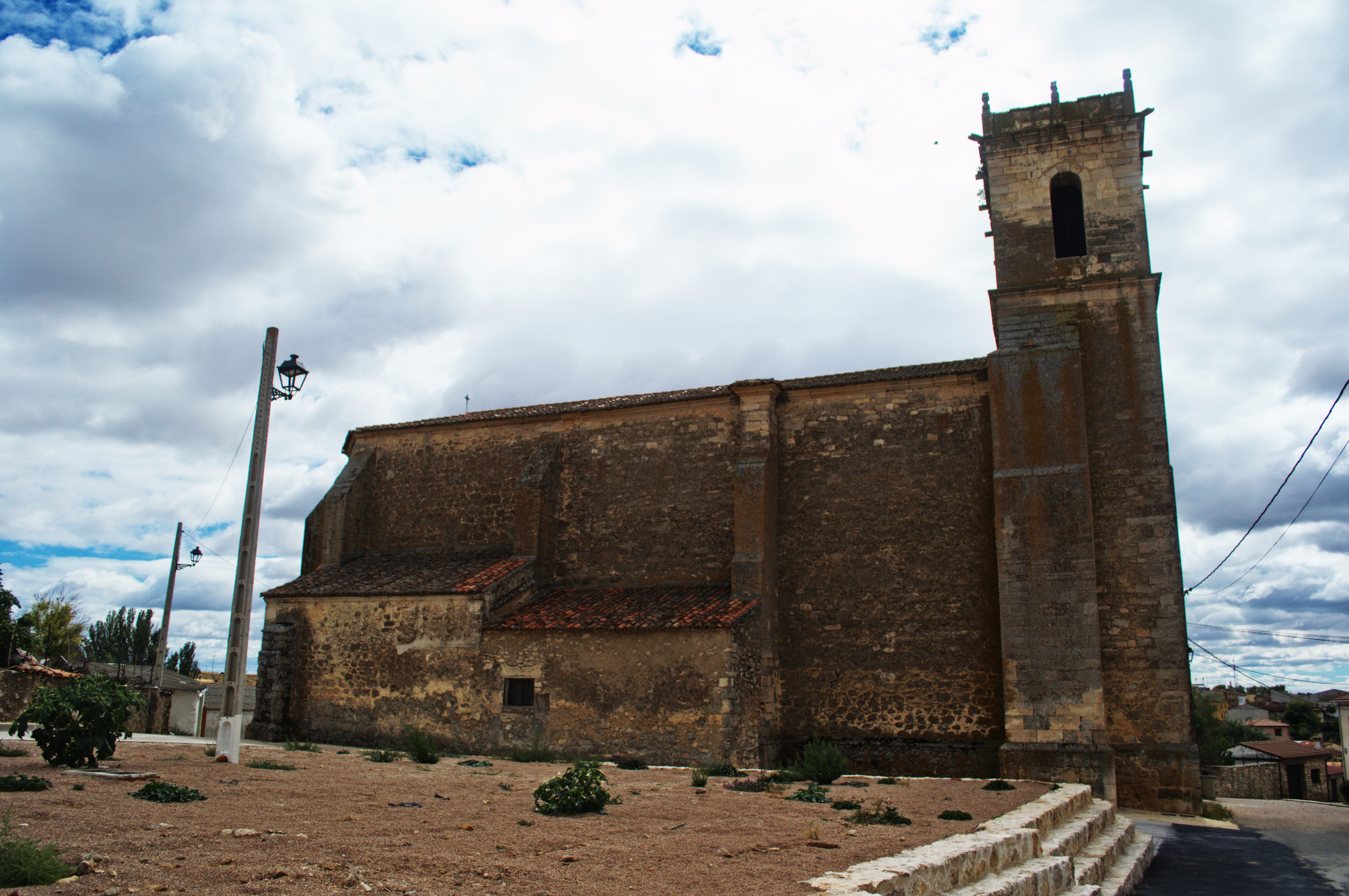
Silvesterkirche
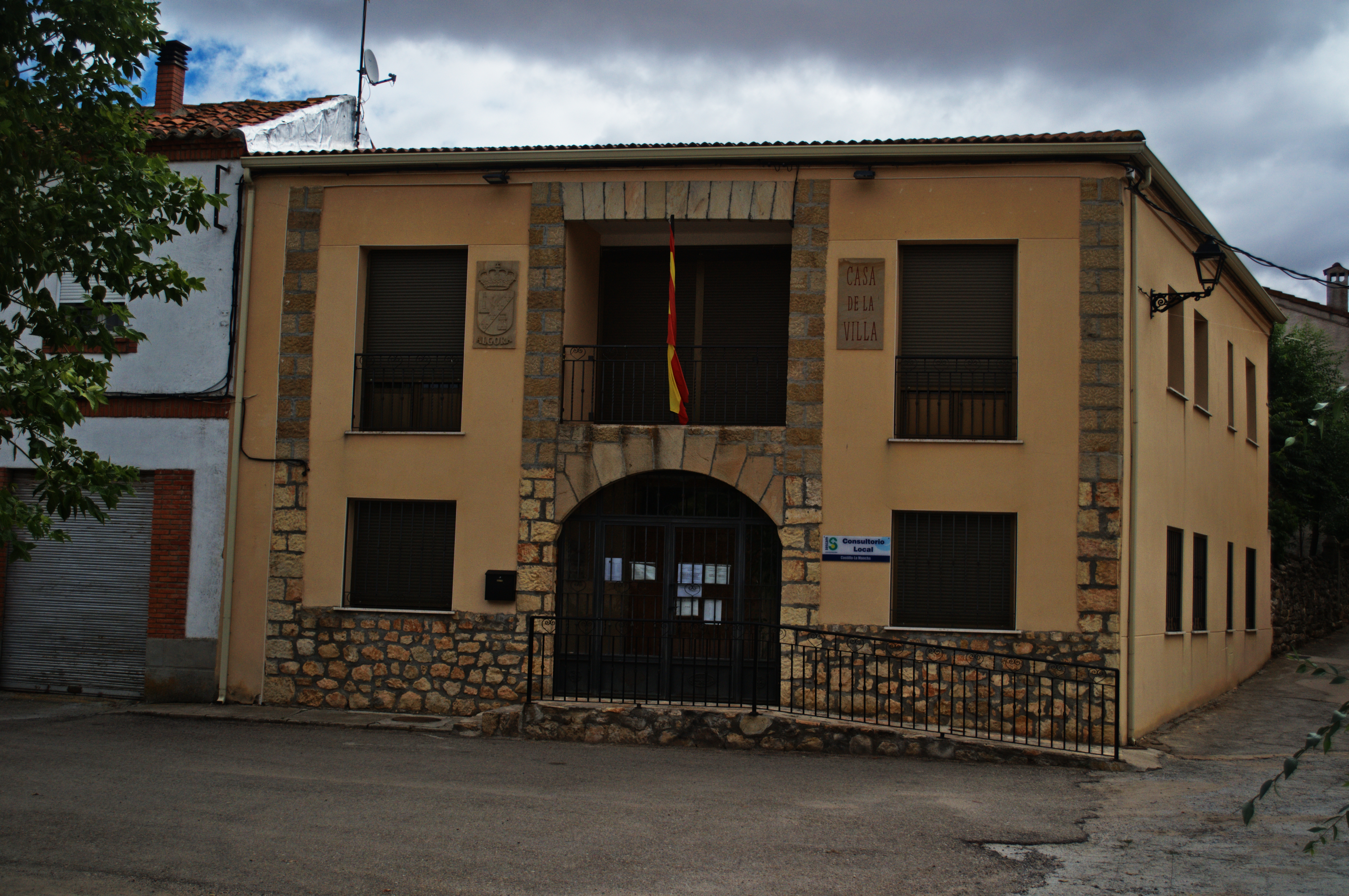
Christuskapelle

- Silvesterkirche
- Rathaus